# Anne Moody

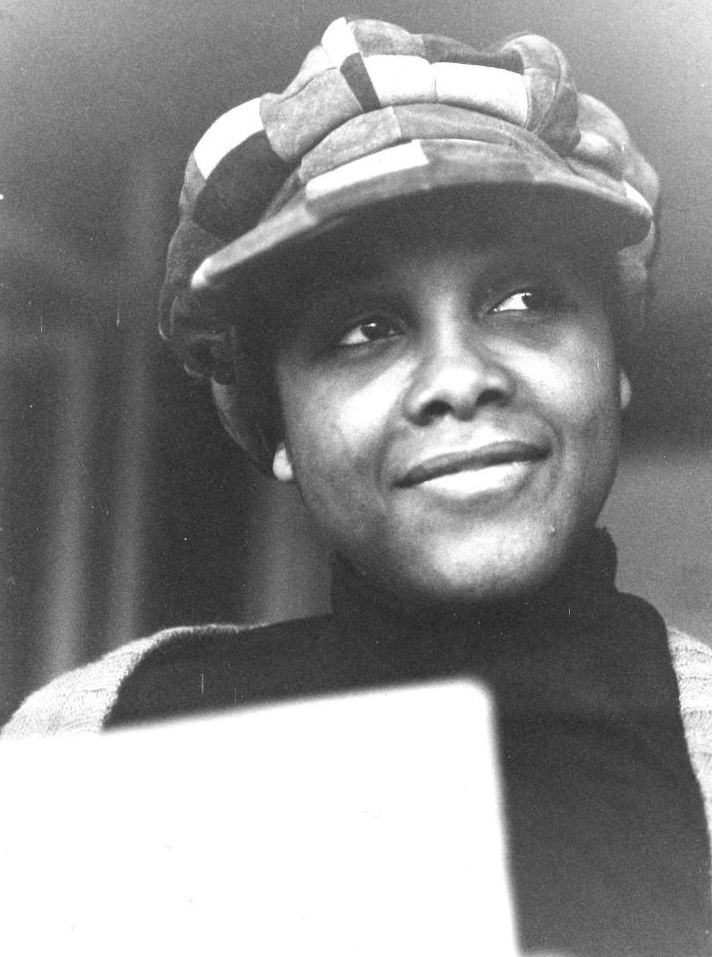
Die Bürgerrechtlerin Anne Moody in einer Porträtaufnahme des Berliner Fotografen Werner Bethsold.

Anne Moody (* 15. September 1940 als Essie Mae Moody in Centreville, Mississippi; † 5. Februar 2015 in Gloster) war eine US-amerikanische Schriftstellerin und Bürgerrechtsaktivistin. 

## Leben
Bekannt wurde Moody vor allem durch ihre 1968 veröffentlichte Autobiografie Coming of Age in Mississippi, in der sie ihre Erfahrungen als schwarze Heranwachsende im ländlichen Mississippi verarbeitete. Moody wuchs als ältestes von acht Geschwistern in ärmlichen Verhältnissen auf. In der Schule stach sie durch ihre besonderen Leistungen hervor und erlangte hierdurch später die Möglichkeit, zu studieren. 
Geprägt durch die Erfahrungen in ihrer Jugend trat Moody für die Gleichberechtigung der schwarzen Bevölkerung in den südlichen Bundesstaaten der USA ein.

„Wie [Muhammad] Ali hörte sie als Jugendliche die Nachrichten [sc. über die Ermordung vom Emmett Till durch Rassisten], für sie erschloss sich über den Mord an dem Gleichaltrigen die Welt der Sexualität, des Rassismus und des Widerstands. Es war eine Welt der Angst, eine Welt, in der Weiße herrschten und in der schwarze junge Männer schwarze junge Frauen verachteten und zu feige waren zu revoltieren. Sie begann, die Feigheit der schwarzen Männer zu verachten und sich selbst in der Bürgerrechtsbewegung zu engagieren.“

In einem 2004 veröffentlichten Zitat bekundete sie, sich vor allem als Aktivistin und weniger als Autorin zu begreifen. Gegen Ende ihres Lebens litt Anne Moody an Demenz.
Anne Moody wurde in die Anthologie Daughters of Africa aufgenommen, die 1992 von Margaret Busby in London und New York herausgegeben wurde.

## Werke
- Coming of Age in Mississippi (New York 1968)
  - Erwachen in Mississippi (Frankfurt am Main 1972; Übersetzung Annemarie Böll, mit einem Vorwort von Heinrich Böll)
  - Erwachen in Mississippi (Berlin 2023; ISBN 978-3-945980-77-4) pdf 8,5 MB Erweiterte Neuausgabe mit einem Interview (1985)
- Mr. Death: Four Stories (New York 1975)